# Ars magna lucis et umbrae
Ars Magna Lucis et Umbrae és una obra d'Athanasius Kircher publicada a Roma a mitjan segle xvii (1645-1646) i estructurada en deu llibres o capítols. L'obra destaca pel tractament que l'autor fa dels cossos celestes, les relacions entre aquests, la influència que tenen sobre la Terra i la seva relació amb el càlcul del temps.

## Temàtica
L'objecte d'estudi principal de l'obra són els cossos celestes (planetes, estrelles, cometes) i la influència que aquests poden tenir en diversos fenòmens físics terrestres. Al llarg de l'obra, l'autor tracta diferents aspectes de la gnomònica, que és la ciència dedicada a elaborar teories i recollir coneixements sobre la divisió de l'arc diürn o trajectòria del Sol sobre l'horitzó i que resulta molt útil per a la construcció de rellotges de sol. Precisament Kircher es dedica a dissenyar diversos tipus de rellotges de sol a l'obra, alguns força extravagants i la majoria sense cap utilitat pràctica.
Altres temes tractats a l'Ars Magna Lucis et Umbrae són el color, l'òptica i la fosforescència, especialment en els primers capítols del llibre. Aquests temes són tractats seguint les petjades d'erudits precedents de l'autor, com l'astrònom Francesco Maurolico i el filòsof Giovanni Battista della Porta. Kircher també tracta un tema que suscità interès des de l'antiguitat, el de la quadratura del cercle, problema matemàtic que consisteix a trobar, a partir de mètodes geomètrics, un quadrat d'àrea igual que la d'un cercle donat.
A l'obra s'inclou la primera imatge impresa del planeta Saturn i les seves anelles, així com de Júpiter. Alguns autors consideren que Kircher pren consciència del moviment dels astres, encara que sense acceptar els descobriments dels astrònoms Copèrnic i Kepler. Els seus estudis astronòmics segueixen la línia dels realitzats per l'astrònom danès Tycho Brahe al segle xvi, en els quals considerava que la Lluna i el Sol giraven al voltant de la Terra i els altres cinc planetes ho feien al voltant del Sol.
D'altra banda, Kircher també escriu sobre la llanterna màgica, aparell òptic que fou precursor del cinematògraf i sobre el qual es parlà per primer cop l'any 1659 en un manuscrit escrit per Christiaan Huygens. Kircher es convertí en el principal divulgador d'aquest invent a partir de la publicació de l'Ars Magna Lucis et Umbrae. 

## La importància del Llibre X
De tots els capítols que componen l'obra és important destacar el Llibre X, anomenat Magia Lucis et Umbrae ("Màgia de la llum i les ombres"), ja que en aquest s'explica com es construeix i com es fa servir la llanterna màgica.
En aquest capítol, Kircher es dedica a parlar de la màgia de la llum i les ombres i ho fa dividint-la en tres parts: la màgia "horogràfica", aquella relacionada amb els prodigis en rellotgeria, la màgia "parastàtica", amb la qual, segons Kircher, "s'aconsegueixen prodigioses operacions amb raigs tant reflectits com refractats per mitjà de flames, llums i colors diversos" i, per acabar, la màgia "catòptrica", que es tracta de les variades metamorfosis d'uns elements en uns altres amb l'ús de miralls.
Kircher parla d'altres invents a part de la llanterna màgica, com el que ell anomena "microscopi parastàtic" i que avui tindria el seu equivalent amb el que es diu View Master, un aparell en què posant els ulls a través d'un visor és possible veure alguna imatge clarament col·locada dins l'aparell a propòsit. L'autor no només exposa el que ell ha fet amb aquests aparells, sinó que té un objectiu pedagògic i instructiu, ja que pretén que qualsevol persona pugui construir qualsevol d'aquests ginys per si mateixa amb l'ajuda de les descripcions del seu llibre.
D'entre tots els aparells descrits destaca la llanterna màgica, la qual fascinava Kircher per la seva capacitat de meravellar a les persones. L'explicació i descripció d'aquest giny només ocupa una pàgina i mitja, però destaca dins del gruix del llibre perquè fou el primer cop en què es va descriure la construcció i utilització d'un aparell que es dedica a projectar imatges en moviment. A més, se li adjudica l'apel·latiu de "màgica" perquè Kircher considerava que amb aquest aparell s'aconseguiria impressionar tant a l'audiència que mai oblidarien allò que havien vist.